# Дмитрово-Черкассы
Дмитрово-Черкассы — посёлок сельского типа в Калининском районе Тверской области. Относится к Заволжскому сельскому поселению.

Население по переписи 2002 года — 525 человек, 240 мужчин, 285 женщин.
Расположен в 5 км к западу от Твери, в 3 км от автомагистрали «Москва — Санкт-Петербург» (Тверской объездной дороги).
В посёлке:
- МДОУ «Дмитрово-Черкасский детский сад»
- Дмитрово-Черкасский ДК
- Филиал МУК «Заволжская сельская библиотека»
- Дмитрово-Черкасское торфобрикетное предприятие
- Калининское участковое лесничество

В 1,5 км к северу от посёлка находится самое большое кладбище Твери (Дмитрово-Черкасское кладбище).

## История
К северу от посёлка расположено торфяное болото (по берегам речки Межурки), которое в начале XX века называлось Дмитрово-Черкасской лесной дачей, по названиям соседних приволжских деревень Дмитровское и Черкассы (эта деревня вошла в черту города Тверь). В 1914 году Рождественская мануфактура П. В. Берга ходатайствовала об отдаче в аренду Дмитрово-Черкасской дачи для торфоразработок. В Советское время образовано Дмитрово-Черкасское торфопредприятие. В 1952 году построен торфобрикетный завод мощностью 20 тыс. т брикетов в год. При заводе построен жилой посёлок получивший название Дмитрово-Черкассы.
Торфяного-предприятия как такового уже нет, есть цех металлоизделий, была начальная школа, сейчас закрыта. Клуб и библиотека работают. В 2014 году построен завод по производству автоматических гаражных ворот Ритерна.